# 函館新道
函館新道（はこだてしんどう）は、北海道函館市から亀田郡七飯町に至る延長20.2キロメートル (km) 、自動車専用道路区間の延長11.0 kmの国道5号のバイパス道路。北海道縦貫自動車道に並行する一般国道自動車専用道路（A'路線）として整備された。函館インターチェンジ (IC)  - 七飯藤城IC間は自動車専用道路となっており、函館IC - 七飯本町IC間約6.6 kmが4車線化されている。
七飯藤城IC - 七飯本町IC間の通常制限速度は70 km/h。函館IC - 七飯本町IC間の通常制限速度は100 km/h。
高速道路ナンバリングによる路線番号は「E5」が割り振られている。

## 概要
道央自動車道と一体となって広域的・地域的交通の役割を担う路線として整備されたが、当面の間は自動車専用道路区間から道央道への接続はしないことになり、2006年（平成18年）に「暫定無料」から「無料」となった。そのため、道央自動車道を利用して札幌・長万部方面へ向かうには七飯藤城ICから一旦一般道路を通り、大沼公園ICから道央道を利用する必要がある。
将来的には七飯町仁山の峠下付近に設置される北海道縦貫自動車道七飯IC（仮称）に接続される予定であり、2007年（平成19年）に国土交通省道路局によって作成された「道路の中期計画（素案）」に七飯藤城 - 七飯間も盛り込まれた。2021年度（令和3年度）時点では関連道路との事業調整が行われている。
函館新道の開通により七飯藤城IC - 函館市中心部への移動時間は10分以上短縮され、国道5号（赤松街道）の渋滞も大幅に減少した。また、新道には側道が併設されており、夜間工事などで本線が通行止となる場合、側道を利用することができ、各インターチェンジとも側道で接続している。この側道も国道5号として管理されてきたが、函館市桔梗町 - 七飯町字桜町（延長約7.7 km）の区間は、2018年（平成30年）4月1日に函館市および七飯町へ移管された。

## 歴史
- 2000年（平成12年）3月30日 : 函館IC - 七飯本町IC間が開通[8]。
- 2001年（平成13年）3月24日 : 七飯本町IC - 七飯藤城IC間が開通し、自動車専用道路区間が暫定2車線で全線供用。
- 2014年（平成26年）頃：函館IC - 七飯本町IC間が4車線化。

## インターチェンジなど
- 全区間北海道渡島総合振興局内に所在。
- IC番号欄の背景色が■である部分については道路が供用済みの区間を示している。また、施設名欄の背景色が■である部分は施設が供用されていない、または完成していないことを示す。未開通区間の名称は仮称。
- （数字）は、他路線の番号。
- 英略字は以下の項目を示す。
IC：インターチェンジ、JCT：ジャンクション、SA：サービスエリア、PA：パーキングエリア、TB：本線料金所、BS：バスストップ、TN：トンネル、BR：橋

| IC 番号                                     | 施設名     | 接続路線名                                                                      | 起点 から の距離 | 終点 から の距離 | BS | 備考 | 所在地        |
| ------------------------------------------- | ---------- | ------------------------------------------------------------------------------- | ---------------- | ---------------- | -- | ---- | ------------- |
| 1                                           | 函館IC/JCT | 国道228号（E59 函館江差自動車道） 国道278号（函館新外環状道路） 国道5号（現道） | 0.0              | 11.0             |    |      | 函館市        |
| 2                                           | 七飯大川IC | 道道969号大野大中山線                                                           | 3.0              | 8.0              |    |      | 亀田郡 七飯町 |
| 3                                           | 七飯本町IC | 道道264号七飯療養所線                                                           | 6.8              | 4.2              |    |      | 亀田郡 七飯町 |
| 4                                           | 七飯藤城IC | 国道5号（現道）                                                                 | 11.0             | 0.0              |    |      | 亀田郡 七飯町 |
| 基本計画区間                                |            |                                                                                 |                  |                  |    |      | 亀田郡 七飯町 |
| -                                           | 七飯IC     | 道道96号上磯峠下線                                                              |                  |                  |    |      | 亀田郡 七飯町 |
| 北海道縦貫自動車道（E5 道央自動車道）に接続 |            |                                                                                 |                  |                  |    |      |               |

## 交通量
24時間交通量（台）　道路交通センサス
| 区間                    | 平成17（2005）年度 | 平成22（2010）年度 | 平成27（2015）年度 | 令和3（2021）年度 |
| ----------------------- | ------------------ | ------------------ | ------------------ | ----------------- |
| 函館IC/JCT - 七飯大川IC | 22,127             | 20,388             | 23,340             | 24,318            |
| 七飯大川IC - 七飯本町IC | 19,546             | 18,052             | （18,875）         | （18,533）        |
| 七飯本町IC - 七飯藤城IC | 14,259             | 13,079             | 14,297             | 14,324            |

※（）付きは推定値
（出典：「平成22年度道路交通センサス」・「平成27年度全国道路・街路交通情勢調査」・「令和3年度全国道路・街路交通情勢調査」（国土交通省ホームページ）より一部データを抜粋して作成）
- 令和2年度に実施予定だった交通量調査は新型コロナウイルス感染症の影響で延期され[9]、翌年度に実施された。

### 注
1. ↑  国土交通大臣指定に基づく高規格幹線道路（一般国道の自動車専用道路）。
2. ↑  地域高規格道路（一般国道のバイパス道路）。
3. ↑  国土開発幹線自動車道及び高速自動車国道である北海道縦貫自動車道の一部区間。